# Ohrenbach zwischen Bremhof und Ohrenbach
Ohrenbach zwischen Bremhof und Ohrenbach este o arie protejată (arie specială de conservare — SAC, sit de importanță comunitară — SCI) din Germania întinsă pe o suprafață de 10,09 ha, integral pe uscat.

## Localizare
Centrul sitului Ohrenbach zwischen Bremhof und Ohrenbach este situat la coordonatele 49°42′42″N 9°07′18″E / 49.7117°N 9.1217°E.

## Înființare
Situl Ohrenbach zwischen Bremhof und Ohrenbach a fost declarat sit de importanță comunitară în noiembrie 2004 pentru a proteja 1 specie de animale. Situl a fost protejat și ca arie specială de conservare în martie 2008.

## Biodiversitate
Situată în ecoregiunea continentală, aria protejată conține 2 habitate naturale: Cursuri de apă de la nivel de câmpie la nivel montan, cu vegetație Ranunculion fluitantis și Callitricho-Batrachion, Păduri aluvionare cu Alnus glutinosa și Fraxinus excelsior (Alno-Padion, Alnion incanae, Salicion albae).
La baza desemnării sitului se află o specie protejată de  pești: cicar (Lampetra planeri).